# Heilig Hartbeeld (Eindhoven, Augustijnenkerk)
Het Heilig Hartbeeld is een standbeeld in de Nederlandse plaats Eindhoven, geplaatst op de torenspits van de Augustijnenkerk. Het standbeeld wordt in de volksmond wel Jezus Waaghals genoemd.

## Achtergrond
Het Heilig Hartbeeld was een geschenk van Fien van Best-Pompen. Het is ontworpen door beeldhouwer Jean Geelen en uitgevoerd in koper door zijn zwager Theo Cox. De Augustijnenkerk, waarop het standbeeld is geplaatst, was de eerste Heilig Hartkerk in het bisdom 's-Hertogenbosch. Op de ochtend van 19 maart werd het beeld ingezegend en werden er drie relikwieën in aangebracht. Of het relikwieën zijn van Donatus, Augustinus en Stefanus, dan wel van Pancratius, Augustinus en Monica is niet duidelijk. Diezelfde middag werd het 800 kilo zware beeld, onder grote publieke belangstelling, op de 60 meter hoge toren getakeld.
Door de toen opvallende plaatsing werd het een van de bekendste beelden in Eindhoven.
Tijdens de Tweede Wereldoorlog is het beeld afgedekt geweest omdat het een goed oriëntatiepunt was voor vliegeniers.
Toen in 1956 een bliksemafleider op het Heilig Hartbeeld werd aangebracht, bleek dat het tijdens de Tweede Wereldoorlog kogelgaten had opgelopen.

## Beschrijving
De op een bol staande bronzen Christusfiguur draagt een gedrapeerd gewaad. Hij houdt zijn beide handen over de stad gespreid. Op zijn borst is het Heilig Hart te zien, omgeven door een stralenkrans, boven zijn hoofd een kruisnimbus. Het beeld is vijf meter hoog, de armen hebben een spanwijdte van vijf meter.
Op de bol zit een rond plaatje met de tekst T.H.COX.GEELEN 1 1897 10 ROERMOND.

## Afbeeldingen

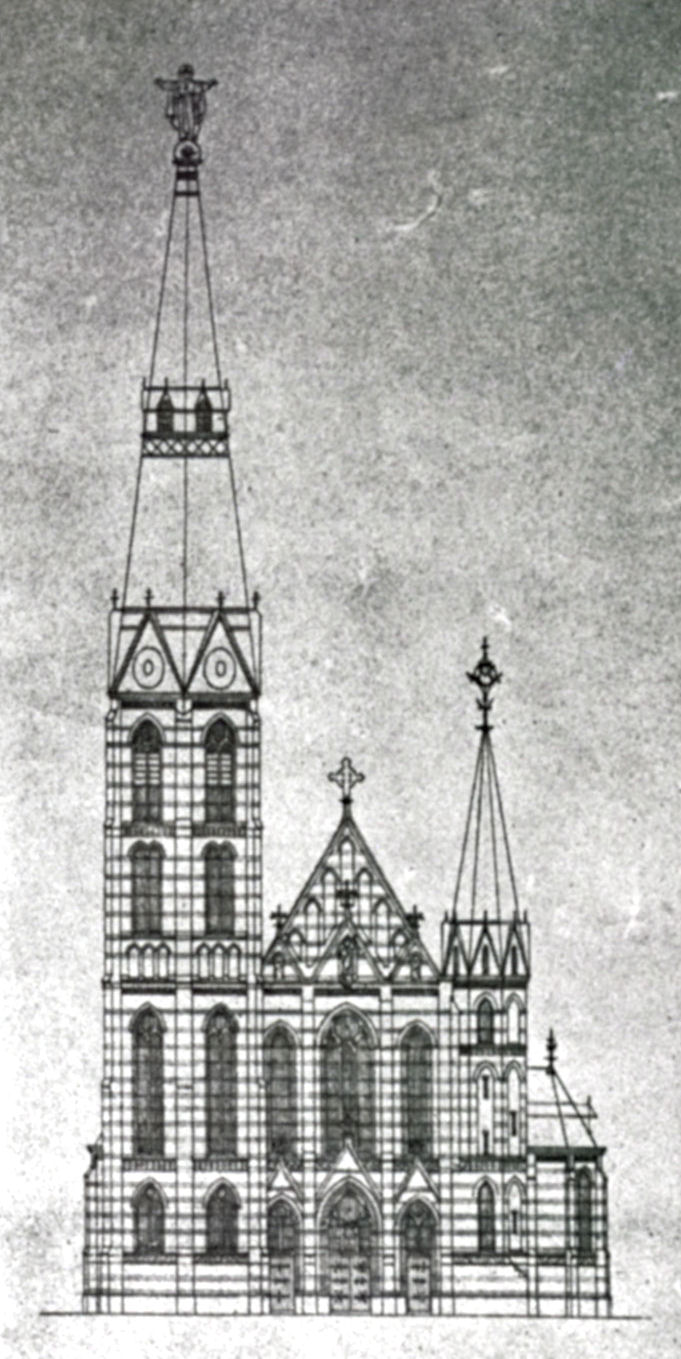
Het beeld op een blauwdruk van de kerk (1896)
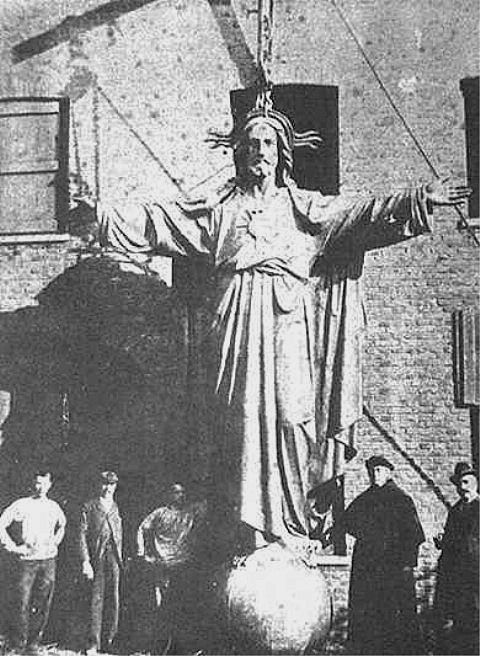
Theo Cox (tweede van links) en Jean Geelen (uiterst rechts) bij het beeld
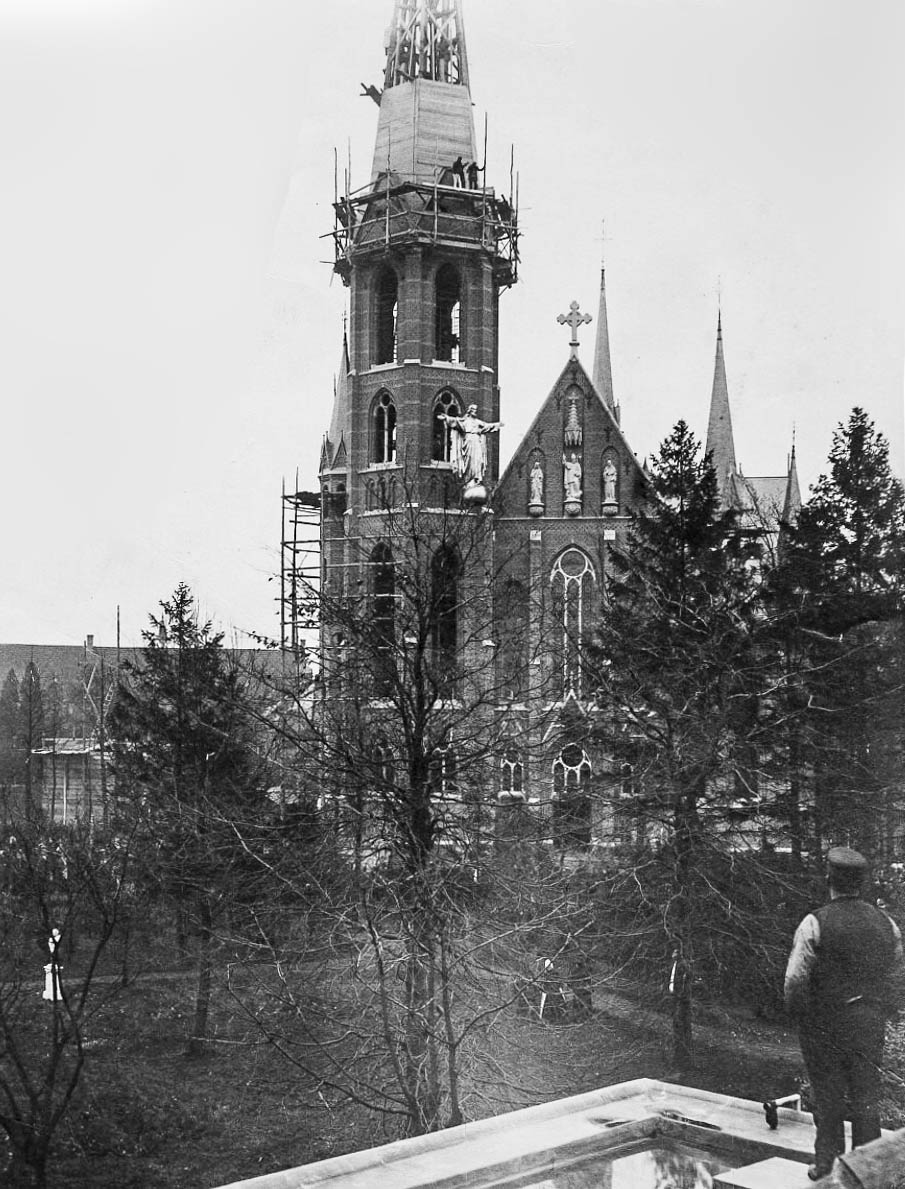
Het beeld wordt op de kerktoren gehesen